# Fahndung Österreich
Fahndung Österreich ist eine österreichische Fernsehsendung, die seit 2021 auf ServusTV ausgestrahlt wird. Die ca. 120-minütige Live-Sendung wird alle zwei Monate mittwochs um 20:15 Uhr gesendet und informiert über aktuelle Kriminalfälle sowie Cold Cases in Österreich. Die Sendeanstalt kooperiert in der Sendung mit dem Bundeskriminalamt, deren Beamte ebenfalls alle eingehenden Hinweise bearbeiten. Sie ist das österreichische Gegenstück zu der deutschen Sendung Aktenzeichen XY … ungelöst.

## Moderation und Inhalt sowie Ziel der Sendung
Moderiert wird die Sendung von Hans Martin Paar aus einem Studio in Salzburg. In jeder Sendung werden bis dato ungelöste Kriminalfälle vorgestellt. Die Fälle werden nach einer Doku über diesen von den ermittelnden Beamtinnen und Beamten noch einmal detailliert beschrieben. Fälle vorangegangener Sendungen, die gelöst werden konnten, werden inklusive des genauen Tathergangs und Täterprofils erneut gesendet.
Zusätzlich zu den Fallvorstellungen gibt es in der Sendung danach auch Präventionstipps von Experten der Polizei (bspw. zum Thema Fahrraddiebstahl).
2024 wurde Fahndung Österreich durch die Rubrik Fahndung Spezial erweitert. Fahndung Spezial zeigt die Geschichte brisanter bereits gelöster Fälle.
Ziel der Sendung ist es, die Bevölkerung über aktuelle Kriminalfälle zu informieren und zur Aufklärung von Straftaten beizutragen. Die Zuschauerinnen und Zuschauer sollen die Möglichkeit haben, Hinweise zu den vorgestellten Fällen zu geben und so zur Ergreifung der Täter beitragen.